# Antz
Antz là một bộ phim phiêu lưu hoạt hình máy tính của Mỹ năm 1998 do DreamWorks Animation sản xuất và được phân phối bởi DreamWorks Pictures. Bộ phim do Eric Darnell và Tim Johnson đạo diễn, với sự tham gia của các diễn viên Woody Allen, Sharon Stone, Jennifer Lopez, Sylvester Stallone, Christopher Walken, Dan Aykroyd, Anne Bancroft, Danny Glover và Gene Hackman.